# تیغ‌آب (فنوج)
'تیغ‌آب یا تی یَوتیاپ روستایی در دهستان محترم‌آباد بخش کتیج شهرستان فنوج در استان سیستان و بلوچستان ایران است.
این روستا در ۲۲ کیلومتری شمال روستای محترم‌آباد قرار دارد. این روستا از شمال به روستای شمس‌آباد (دلگان) از شرق به روستای سراستهلان از غرب به (دهستان اسفند)و به بخش جلگه چاه هاشم از جنوب به روستای مدانچ و محترم‌آباد محدود می شود.
( روستای عشایری) است و دارای دشت 10هزار هکتاری میباشد... 

## جمعیت
بر پایه سرشماری عمومی نفوس و مسکن در سال ۱۳۹۵، جمعیت این روستا برابر با ۴۲۷ نفر (۸۴ خانوار) بوده‌است.